# アルピーテイル
『アルピーテイル』は、テレビ朝日で2022年4月7日(6日深夜)から2023年3月30日(29日深夜)まで『バラバラ大作戦』内で放送されたバラエティ番組。アルコ&ピースの冠番組。

## 概要
芸人のコントをクリエイターがアニメ化（番組内では『テイル』と呼ぶ）、オムニバス形式で放送する番組。
開始当初は番組全体がアニメで、アルコ&ピースもキャラクターで出演していた（2人は『ネオ川崎』と呼ばれる場所に迷い込んだという設定）が、2022年7月7日(6日深夜)放送の第13回から新章に入り、テイル以外の部分は実写となった。
2023年3月9日、番組改編に伴い当番組が終了することが公式Twitterで発表され、同年3月29日終了した。

## 出演者
- アルコ&ピース（平子祐希、酒井健太）

その他
- 阿諏訪泰義

実写パートでは、平子が「テイルの売人」、酒井が「テイルに導かれた者」、阿諏訪が「謎の男」という立ち位置でトークが進む。

## 放送リスト
| 2022年放送分 | 2022年放送分 | 2022年放送分                              | 2022年放送分                | 2022年放送分                | 2022年放送分                                                                 | 2022年放送分                              |
| #            | 放送日       | タイトル                                  | コント                      | アニメ                      | ゲスト                                                                       | エンディングテーマ                        |
| ------------ | ------------ | ----------------------------------------- | --------------------------- | --------------------------- | ---------------------------------------------------------------------------- | ----------------------------------------- |
| 1            | 04月07日     | 清掃員                                    | きしたかの                  | ブニピオ・プアダクション    |                                                                              | andymori 「革命」                         |
| 1            | 04月07日     | クラブ                                    | オダウエダ                  | アタックオブザキラー        |                                                                              | andymori 「革命」                         |
| 1            | 04月07日     | 同窓会                                    | ラパルフェ                  | たかや                      |                                                                              | andymori 「革命」                         |
| 2            | 04月14日     | 悪魔のノート                              | やさしいズ                  | RUI                         |                                                                              | Red Hot Chili Peppers 「Dani California」 |
| 2            | 04月14日     | 残業                                      | ダニエルズ                  | 須藤近一の非日常            |                                                                              | Red Hot Chili Peppers 「Dani California」 |
| 2            | 04月14日     | 乾燥したコンタクトレンズ                  | ニュートンズ                | ニッワ                      |                                                                              | Red Hot Chili Peppers 「Dani California」 |
| 3            | 04月21日     | フィッシュ or ビーフ                      | ザ・ギース                  | 暇人のアニメ                |                                                                              | 打首獄門同好会 「私を二郎に連れてって」   |
| 3            | 04月21日     | UFO                                       | 元祖いちごちゃん            | 空想料理店 蟹               |                                                                              | 打首獄門同好会 「私を二郎に連れてって」   |
| 3            | 04月21日     | 覇者                                      | トンツカタン                | 伊豆見香苗                  |                                                                              | 打首獄門同好会 「私を二郎に連れてって」   |
| 4            | 04月28日     | 腕相撲                                    | スタミナパン                | 揺れるコーポ                |                                                                              | Zeebra 「Street Dreams」                  |
| 4            | 04月28日     | 和菓子屋                                  | さすらいラビー              | 金属8g                      |                                                                              | Zeebra 「Street Dreams」                  |
| 4            | 04月28日     | モヤモヤがたまっている皆様へ              | ラブレターズ                | スタジオ歯車                |                                                                              | Zeebra 「Street Dreams」                  |
| 5            | 05月05日     | 怖い話                                    | ラバーガール                | コスモス(kosmos)            |                                                                              | Michael Jackson 「Thriller」              |
| 5            | 05月05日     | チクショーその1                           | コウメ太夫                  | カンノマサヒロ              |                                                                              | Michael Jackson 「Thriller」              |
| 6            | 05月12日     | 必殺技                                    | 青色1号                     | がんばれ! みのる君          | ゴー☆ジャス                                                                  | ORANGE RANGE 「*〜アスタリスク〜」        |
| 6            | 05月12日     | 宇宙海賊EP1                               | ゴー☆ジャス                 | 寺山十司ィ                  | ゴー☆ジャス                                                                  | ORANGE RANGE 「*〜アスタリスク〜」        |
| 7            | 05月19日     | 満員電車                                  | 金の国                      | 伊藤ゆかり                  | マツモトクラブ ヒョロギさん                                                  | くるり 「赤い電車」                       |
| 7            | 05月19日     | 台風の日の明大前駅                        | マツモトクラブ              | ヒョロギさん                | マツモトクラブ ヒョロギさん                                                  | くるり 「赤い電車」                       |
| 8            | 05月26日     | 合コンに誘われて                          | AMEMIYA                     | 闇鍵でぃーきぃー            |                                                                              | The Zombies 「She's Not There」           |
| 8            | 05月26日     | じじい、ばばあをチャリに乗せる            | モダンタイムス              | とま                        |                                                                              | The Zombies 「She's Not There」           |
| 9            | 06月02日     | 野グソ                                    | わらふぢなるお              | ブニピオ・プアダクション    |                                                                              | Pixies 「Where Is My Mind」               |
| 9            | 06月02日     | 常識Breaker                               | Groovy Rubbish              | ニッワ                      |                                                                              | Pixies 「Where Is My Mind」               |
| 10           | 06月09日     | 遅刻しちゃう                              | フタリシズカ                | ピュティフィ                |                                                                              | 氣志團 「One Night Carnival」             |
| 10           | 06月09日     | 組織                                      | トンツカタン                | 実なし                      |                                                                              | 氣志團 「One Night Carnival」             |
| 11           | 06月16日     | 中3すごい                                 | アテのない3人               | 寺山十司ィ                  | 阿諏訪泰義 相田周二（三四郎）                                                | Mr.Children 「fanfare」                   |
| 11           | 06月16日     | アルピーコント                            | アルコ&ピース               | 四つ葉になりtai             | 阿諏訪泰義 相田周二（三四郎）                                                | Mr.Children 「fanfare」                   |
| 12           | 06月30日     | 元日本代表のノノムラ                      | かもめんたる                | かずらぼ                    | 阿諏訪泰義 相田周二（三四郎）                                                | AC/DC 「Back In Black」                   |
| 12           | 06月30日     | チクショーその2                           | コウメ太夫                  | 空想料理店 蟹               | 阿諏訪泰義 相田周二（三四郎）                                                | AC/DC 「Back In Black」                   |
| 13           | 07月07日     | amore mio                                 | どぶろっく                  | 闇鍵でぃーきぃー            |                                                                              |                                           |
| 13           | 07月07日     | フィッシュ or ビーフ                      | ザ・ギース                  | 揺れるコーポ                |                                                                              |                                           |
| 14           | 07月14日     | ライト兄弟                                | ラパルフェ                  | たかや                      | ラパルフェ                                                                   |                                           |
| 14           | 07月14日     | 徳川15代将軍                              | キュウ                      | トーキングバッズ            | ラパルフェ                                                                   |                                           |
| 15           | 07月21日     | 二人の天才                                | サルベース                  | かずらぼ                    | サルベース                                                                   |                                           |
| 15           | 07月21日     | 加藤一二三                                | トム・ブラウン              | カンノマサヒロ              | サルベース                                                                   |                                           |
| 16           | 07月28日     | 消去法/おっぱいとお尻                     | ルシファー吉岡              | ヒョロギさん                | ルシファー吉岡                                                               |                                           |
| 16           | 07月28日     | 張り込み                                  | ゼンモンキー                | 須藤近一の非日常            | ルシファー吉岡                                                               |                                           |
| 17           | 08月04日     | 引っかかってる                            | AMEMIYA                     | 闇鍵でぃーきぃー            | AMEMIYA 闇鍵でぃーきぃー                                                     |                                           |
| 17           | 08月04日     | わんこそば                                | さんだる                    | 揺れるコーポ                | AMEMIYA 闇鍵でぃーきぃー                                                     |                                           |
| 18           | 08月11日     | 真実を見抜く犬                            | マツモトクラブ              | ヒョロギさん                | マツモトクラブ ヒョロギさん                                                  |                                           |
| 18           | 08月11日     | フクロウカフェ                            | サスペンダーズ              | 伊藤ゆかり                  | マツモトクラブ ヒョロギさん                                                  |                                           |
| 19           | 08月18日     | 鎌倉幕府                                  | 酒井軍団 れきしクン（原作） | みね                        | はっしーはっぴー（コンピューター宇宙） 落合隆治（ぐりんぴーす） 大林ひょと子 |                                           |
| 19           | 08月18日     | ひょっとこクイズ                          | 大林ひょと子                | 尾中たけし                  | はっしーはっぴー（コンピューター宇宙） 落合隆治（ぐりんぴーす） 大林ひょと子 |                                           |
| 20           | 08月25日     | ハツ                                      | モダンタイムス              | カンノマサヒロ              | モダンタイムス                                                               |                                           |
| 20           | 08月25日     | トンビにさらわれて                        | 金の国                      | かずらぼ                    | モダンタイムス                                                               |                                           |
| 21           | 09月01日     | チクショーその3                           | コウメ太夫                  | 伊豆見香苗                  | コウメ太夫                                                                   |                                           |
| 21           | 09月01日     | 宇宙海賊EP2                               | ゴー☆ジャス                 | 空想料理店 蟹               | コウメ太夫                                                                   |                                           |
| 21           | 09月01日     | 平子プロジェクト序                        |                             | Tsumugi                     | コウメ太夫                                                                   |                                           |
| 22           | 09月08日     | 平子プロジェクト序・破                    |                             | Tsumugi                     | ザ・マミィ 石川由依（声）                                                    |                                           |
| 22           | 09月08日     | 走馬灯                                    | ザ・マミィ                  | かずらぼ                    | ザ・マミィ 石川由依（声）                                                    |                                           |
| 23           | 09月15日     | 内見                                      | テニスコート                | 寺山十司ィ                  | テニスコート 人間横丁                                                        |                                           |
| 23           | 09月15日     | 時間の管理                                | 人間横丁                    | 伊藤ゆかり                  | テニスコート 人間横丁                                                        |                                           |
| 24           | 09月22日     | 鹿せんべい                                | 元祖いちごちゃん            | 内田清輝・グ弍              | 元祖いちごちゃん スタミナパン                                                |                                           |
| 24           | 09月22日     | レストラン                                | スタミナパン                | 鵜瀬                        | 元祖いちごちゃん スタミナパン                                                |                                           |
| 25           | 09月29日     | 上半期総決算SP                            | 上半期総決算SP              | 上半期総決算SP              | 中田花奈                                                                     |                                           |
| 26           | 10月06日     | 飛行機の巻                                | ストレッチーズ              | マザえもん 名無しのゴンスケ | 中田花奈 ストレッチーズ                                                      |                                           |
| 26           | 10月06日     | 宝くじ売り場                              | 阿諏訪泰義                  | アメヒロ                    | 中田花奈 ストレッチーズ                                                      |                                           |
| 27           | 10月13日     | 落語家                                    | ネギゴリラ                  | 和平田助                    | ネギゴリラ 内田彩（声）                                                      |                                           |
| 27           | 10月13日     | 演技                                      | タイムマシーン3号           | 伊藤魔鬼                    | ネギゴリラ 内田彩（声）                                                      |                                           |
| 28           | 10月20日     | チクショーテイル①                         | コウメ太夫                  | 最低やさいコーナー          | コウメ太夫 カンノマサヒロ 闇鍵でぃーきぃー 最低やさいコーナー                |                                           |
| 28           | 10月20日     | チクショーテイル②                         | コウメ太夫                  | カンノマサヒロ              | コウメ太夫 カンノマサヒロ 闇鍵でぃーきぃー 最低やさいコーナー                |                                           |
| 28           | 10月20日     | チクショーテイル③                         | コウメ太夫                  | 闇鍵でぃーきぃー            | コウメ太夫 カンノマサヒロ 闇鍵でぃーきぃー 最低やさいコーナー                |                                           |
| 29           | 10月27日     | 一方通行                                  | アテのない3人               | TSUKA                       | 相田周二（三四郎）                                                           |                                           |
| 29           | 10月27日     | 平子プロジェクト完結編                    |                             | Tsumugi nons works（音楽）  | 相田周二（三四郎）                                                           |                                           |
| 30           | 11月03日     | ワカチコ                                  | ゆってぃ                    | みゃの                      | ゆってぃ 永井佑一郎                                                          |                                           |
| 30           | 11月03日     | アクセルホッパー                          | 永井佑一郎                  | アタックオブザキラー        | ゆってぃ 永井佑一郎                                                          |                                           |
| 31           | 11月10日     | カリフォルニア行く奴ともう行ってきた奴    | Aマッソ                     | 揺れるコーポ                | Aマッソ ニシダ（ラランド）                                                   |                                           |
| 31           | 11月10日     | 脳内で3回息の根を止められるニシダ（実話） | ニシダ（ラランド）          | 抽子-Dannychuchi-           | Aマッソ ニシダ（ラランド）                                                   |                                           |
| 32           | 11月17日     | ずっといるのに                            | Gパンパンダ                 | ブロッコリSP                | Gパンパンダ フランスピアノ あきちゃん・いけ（モシモシ） 戸谷菊之介（声）     |                                           |
| 32           | 11月17日     | 恋が弾む音がした                          | モシモシ                    | 日寺二牙                    | Gパンパンダ フランスピアノ あきちゃん・いけ（モシモシ） 戸谷菊之介（声）     |                                           |
| 33           | 11月24日     | ワープ                                    | フランスピアノ              | moto mode.                  | Gパンパンダ フランスピアノ あきちゃん・いけ（モシモシ） 戸谷菊之介（声）     |                                           |
| 33           | 11月24日     | フィッシュ or ビーフ                      | ザ・ギース                  | ないとう日和                | 尾関高文（ザ・ギース）                                                       |                                           |
| 34           | 12月01日     | フィッシュ or ビーフ                      | 阿諏訪泰義                  | ないとう日和                | 尾関高文（ザ・ギース）                                                       |                                           |
| 34           | 12月01日     | フィッシュ or ビーフ                      | 酒井健太                    | ないとう日和                | 尾関高文（ザ・ギース）                                                       |                                           |
| 34           | 12月01日     | フィッシュ or ビーフ                      | 平子祐希                    | ないとう日和                | 尾関高文（ザ・ギース）                                                       |                                           |
| 35           | 12月08日     | ホイリスト                                | クロコップ                  | かずらぼ                    | クロコップ や団                                                              |                                           |
| 35           | 12月08日     | バーベキュー                              | や団                        | カンノマサヒロ              | クロコップ や団                                                              |                                           |
| 36           | 12月15日     | コレクション                              | 楽市楽座                    | 夜野ムクロジ                | 児島気奈（K-PRO） 楽市楽座 ソノシート                                        |                                           |
| 36           | 12月15日     | ボクシング                                | ソノシート                  | んごんごアニメ              | 児島気奈（K-PRO） 楽市楽座 ソノシート                                        |                                           |
| 37           | 12月22日     | 新宿                                      | ダウ90000                   | デフロスト・細川            | ダウ90000 中田花奈                                                           |                                           |

| 2023年放送分 | 2023年放送分 | 2023年放送分                      | 2023年放送分         | 2023年放送分                                                            | 2023年放送分                                                                          | 2023年放送分               |
| #            | 放送日       | タイトル                          | コント               | アニメ                                                                  | ゲスト                                                                                | 備考                       |
| ------------ | ------------ | --------------------------------- | -------------------- | ----------------------------------------------------------------------- | ------------------------------------------------------------------------------------- | -------------------------- |
| 38           | 01月02日     | ネーミング                        | ダウ90000            | トーキングバッズ                                                        | ダウ90000 中田花奈                                                                    | 月曜 4:50 - 5:10 の放送    |
| 39           | 01月12日     | I 脳 YOU.                         | かもめんたる         | 内田清輝・グ弍                                                          | はっとり（マカロニえんぴつ） 矢端名結（声）                                           |                            |
| 39           | 01月12日     | 死後の世界                        | アルコ&ピース        | カンノマサヒロ                                                          | はっとり（マカロニえんぴつ） 矢端名結（声）                                           |                            |
| 40           | 01月19日     | チクショー1週間                   | コウメ太夫           | 服部グラフィクス カンノマサヒロ Tsumugi デフロスト・細川 内田清輝・グ弍 | はっとり（マカロニえんぴつ） コウメ太夫 Gパンパンダ 戸谷菊之介（声） 内田真礼（声）   |                            |
| 40           | 01月19日     | ずっといるのに                    | Gパンパンダ          | ブロッコリSP                                                            | はっとり（マカロニえんぴつ） コウメ太夫 Gパンパンダ 戸谷菊之介（声） 内田真礼（声）   |                            |
| 41           | 01月26日     | タクシー                          | 怪奇!YesどんぐりRPG  | トキチアキ                                                              | ソマオ・ミートボール 怪奇!YesどんぐりRPG                                              |                            |
| 41           | 01月26日     | なにノガレなに美                  | ソマオ・ミートボール | アメヒロ                                                                | ソマオ・ミートボール 怪奇!YesどんぐりRPG                                              |                            |
| 42           | 02月02日     | 喧嘩                              | ななまがり           | まーしょ                                                                | ななまがり ハイツ友の会                                                               |                            |
| 42           | 02月02日     | 野球                              | ハイツ友の会         | TSUKA                                                                   | ななまがり ハイツ友の会                                                               |                            |
| 43           | 02月09日     | 亜麻色の髪の乙女                  | ドビュッシー         | 闇鍵でぃーきぃー                                                        | 新垣隆                                                                                | クラシック曲をアニメ化     |
| 43           | 02月09日     | ツァラトゥストラはかく語りき      | R.シュトラウス       | スタジオ歯車                                                            | 新垣隆                                                                                | クラシック曲をアニメ化     |
| 44           | 02月16日     | みんなのテイル①                   | 視聴者投稿           | 伊藤ゆかり                                                              |                                                                                       |                            |
| 44           | 02月16日     | みんなのテイル②                   | 視聴者投稿           | カンノマサヒロ                                                          |                                                                                       |                            |
| 44           | 02月16日     | みんなのテイル③                   | 阿諏訪泰義           | 大下勝矢                                                                |                                                                                       |                            |
| 45           | 02月23日     | 闇鍋                              | 群青団地             | 寺山十司ィ                                                              | 児島気奈（K-PRO） 群青団地 怪奇!YesどんぐりRPG ソマオ・ミートボール コウメ太夫 新垣隆 | 未公開SP                   |
| 45           | 02月23日     | カルメン前奏曲                    | ビゼー               | 内田清輝・グ弍                                                          | 児島気奈（K-PRO） 群青団地 怪奇!YesどんぐりRPG ソマオ・ミートボール コウメ太夫 新垣隆 | 未公開SP                   |
| 46           | 03月02日     | トレジャーハンター                | 真空ジェシカ         | かねひさ和哉                                                            | 真空ジェシカ                                                                          |                            |
| 46           | 03月02日     | びっくりハムスター                | 真空ジェシカ         | 河野成大                                                                | 真空ジェシカ                                                                          |                            |
| 47           | 03月09日     | ダックスフンドにシンパシー        | ヤバイTシャツ屋さん  | アメヒロ                                                                | 弓木奈於（乃木坂46） ヤバイTシャツ屋さん Tsumugi                                      | アーティストの曲をアニメ化 |
| 47           | 03月09日     | カーペット夜想曲                  | マカロニえんぴつ     | Tsumugi                                                                 | 弓木奈於（乃木坂46） ヤバイTシャツ屋さん Tsumugi                                      | アーティストの曲をアニメ化 |
| 48           | 03月16日     | カワウソ忍者                      | にゃんこスター       | 上野鷹秋（KWANED）                                                      | 弓木奈於（乃木坂46） にゃんこスター シンクロニシティ                                  |                            |
| 48           | 03月16日     | 五十音                            | シンクロニシティ     | アニメーション工房                                                      | 弓木奈於（乃木坂46） にゃんこスター シンクロニシティ                                  |                            |
| 49           | 03月23日     | チルチクショー〈Lo-fi HIP HOP風〉 | コウメ太夫           | KALIN Invisible Manners（音楽）                                         | コウメ太夫                                                                            |                            |
| 49           | 03月23日     | コウメ数珠つなぎ                  | コウメ太夫           | カンノマサヒロ                                                          | コウメ太夫                                                                            |                            |
| 50           | 03月30日     | 受精                              | アルコ&ピース        | Tsumugi                                                                 |                                                                                       |                            |

## スタッフ
- ナレーション：ニック・トラウトマン（#1-4、7、22）
- 構成：樋口卓治
- アルピーキャラ&ネオ川崎デザイン：鈴木夏菜
- ジングル音楽：NAOTO（ORANGE RANGE/delofamilia、#7-8、10、12、18）
- ジングルアニメ：影山紗和子（#7-8、10、12、18）
- マルチバースカット（#50）：アタックオブザキラー、アメヒロ、伊藤魔鬼、伊藤ゆかり、内田清輝・グ弍、かずらぼ、かねひさ和哉、河野成大、カンノマサヒロ、空想料理店 蟹、抽子-Dannychuchi-、TSUKA、デフロスト・細川、トーキングバッズ、ないとう日和、ニッワ、ヒョロギさん、ブニピオ、まーしょ、闇鍵でぃーきぃー
- 技術監修：Tsumugi（#50）
- 撮影：井手口大騎ダグラス（#13-16、46-50）、大塚孝輔（#15）、日名透（#17-21、45）、徳久裕（#22-25）、草柳徹也（#26-41、45）、遠藤幸太（#26-29）、伊藤遼太郎（#30-34）、山田実（#35-38）、小池弘晋（#39-41）、平尾徹（#42-45）、名取征（#42-44）
- 撮影助手：野澤勝一（#13）、井坂雄哉（#14-16）、中村拓未（#17-21）
- 音声：樋口昴（#1-4）、栃木光信（#5-12）、井坂雄哉（#13）、野澤勝一（#14-16）、中道涼子（#15）、染谷一輝（#17-21）、野津晶子（#22-25）、岸本宗司（#30-41）、高橋穣（#42-44）、春本一大（#46-50）
- 照明：重松敦（#15）
- VE：日髙朋弘（#22-25）、平戸孝之（#26-29）、河合正樹（#46-50）
- ヘアメイク：菊地由美子（#35-39、46-50）、島田聖香（#40-45）
- 編集：佐藤敦哉（#1-36）、玉置謙一（#37-50）
- MA：妻藤卓也（#1-18）、横井裕一（#19-50）
- 録音エンジニア：髙橋良司（#26-27）
- 音効：岡戸久幸、杉山典子
- 編成：岡村地郎（テレビ朝日、#1-25）、宇喜多宏美（テレビ朝日、#26-50）
- 宣伝：森千明（テレビ朝日）、五色智哉（テレビ朝日、#26-50）
- 技術協力：TSP、La 7 Sky Syndicate（#26-50）、プロセンスタジオ（#50）
- 音楽協力：テレビ朝日ミュージック（#7-8、10、12、18）
- 制作協力：ユーコム
- デスク：廣原彩子（ユーコム）
- AP：河井丈郎（ユーコム、#1-4）、根本紘希（#9-34）
- AD：鈴木琢也（#30-50）、阪本遼平（#35-37）
- 制作スタッフ：大加瀬智鈴（#1-12）
- ディレクター：藤本佑太（ユーコム、#1-31）、落合陽介ギフレ（ユーコム）、芳賀善之（ユーコム）、喜多剛祐（#1-29、35-38、46-47、49-50）、大加瀬智鈴（#22-34、42、44-45）、谷田川秀正（#39-41）、高瀬葵（#43、48）
- 演出：川島一平（テレビ朝日）
- プロデューサー：北村麻美（テレビ朝日、#1-16）、名古屋陵（ユーコム）、遠藤由一郎（テレビ朝日、#17-50）
- ゼネラルプロデューサー：樋口圭介（テレビ朝日、#1-12）、久保信広（テレビ朝日、#13-50）
- 制作：テレビ朝日ソリューション本部コンテンツ編成局第2制作部
- 製作著作：テレビ朝日